# Баянбай (Северо-Казахстанская область)
Баянбай (каз. Баянбай) — упразднённое село в Уалихановском районе Северо-Казахстанской области Казахстана. Село входит в состав Карасуского сельского округа. Ликвидировано в 2010 г.

## География
Расположено около озера Коксенгирсор.

## Население
В 1999 году население села составляло 22 человека (12 мужчин и 10 женщин). По данным переписи 2009 года, в селе проживало 7 человек (4 мужчины и 3 женщины).